# Алба (Мисури)
Алба (енгл. Alba) град је у америчкој савезној држави Мисури.

## Демографија
По попису из 2010. године број становника је 555, што је 33 (-5,6%) становника мање него 2000. године.
| Група             | 2000.       | 2010.       |
| Белци             | 553 (94,0%) | 516 (93,0%) |
| Афроамериканци    | 4 (0,7%)    | 4 (0,7%)    |
| Азијати           | 2 (0,3%)    | 0 (0,0%)    |
| Хиспаноамериканци | 2 (0,3%)    | 13 (2,3%)   |
| Укупно            | 588         | 555         |